# Аньєс Годар
Аньє́с Года́р (фр. Agnès Godard; нар. 28 травня 1951, Ден-сюр-Орон, Шер, Франція) — французька кінооператорка, лауреатка премії Сезар 1999 року та низки інших національних та міжнародних кінопремій.

## Життєпис
Виросла у провінції. Навчалася журналістики, але залишила її заради кіно. Закінчила у 1980 році Інститут перспективних досліджень кінематографа (IDHEC) (зараз La Femis). Працювала на телебаченні, виступала асистентом у видатних майстрів операторського мистецтва — Саша Верні, Анрі Алекана, Робі Мюллера, Дені Ленуара, Даріуса Хонджі у фільмах Мікеланджело Антоніоні, Алена Рене, Джозефа Лоузі, Віма Вендерса, Пітера Гріневея, Бертрана Таверньє. З 1988 працює в постійному творчому тандемі з Клер Дені.

## Вибіркова фільмографія
| Рік  | Назва                                                        | Оригінальна назва                          | Режисер/Примітки |
| ---- | ------------------------------------------------------------ | ------------------------------------------ | --- |
| 1986 | Чотирнадцятирічна танцівниця Едгара Дега                     | La petite danseuse de 14 ans d'Edgar Degas | Анрі Алькан короткометражний |
| 1991 | Жако з Нанта                                                 | Jacquot de Nantes                          | Аньєс Варда |
| 1993 | Відсутність                                                  | L'absence                                  | Петер Хандке |
| 1994 | Мені не спиться                                              | J'ai pas sommeil                           | Клер Дені • Номінація на Золоту жабу Міжнародного фестивалю кінооператорського мистецтва в Лодзі                                               |
| 1996 | Ненетт і Боні                                                | Nénette et Boni                            | Клер Дені • Номінація на Золоту жабу Міжнародного фестивалю кінооператорського мистецтва в Лодзі                                               |
| 1998 | Уявне життя ангелів                                          | La vie rêvée des anges                     | Ерік Зонка • Номінація на премію Сезар за найкращу операторську роботу                                                                         |
| 1999 | Я не боюся життя                                             | La vie ne me fait pas peur                 | Ноемі Львовскі |
| 1999 | Хороша робота                                                | Beau travail                               | Клер Дені • Премія «Сезар» за найкращу операторську роботу • Номінація на Європейську кінопремію • Премія Національної спілки кінокритиків США |
| 2001 | Що не день, то неприємності                                  | Trouble Every Day                          | Клер Дені |
| 2001 | Репетиція                                                    | La répétition                              | Катрін Корсіні |
| 2002 | Недалеко від раю                                             | Au plus près du paradis                    | Тоні Маршалл |
| 2002 | П'ятниця, вечір                                              | Vendredi soir                              | Клер Дені |
| 2002 | На десять хвилин старше: Віолончель (епізод В сторону Нансі) | Ten Minutes Older: The Cello               | Клер Дені |
| 2003 | Заблудні                                                     | Les égarés                                 | Андре Тешіне • Номінація на премію «Сезар» за найкращу операторську роботу                                                                     |
| 2004 | Безумство                                                    | Wild Side                                  | Себастьєн Ліфшиц |
| 2004 | Непроханий гість                                             | L'intrus                                   | Клер Дені |
| 2006 | Новий світ                                                   | Nuovomondo                                 | Емануеле Кріалезе • Номінація на премію Давид ді Донателло                                                                                     |
| 2007 | Просто разом                                                 | Ensemble, c'est tout                       | Клод Беррі |
| 2008 | Дім                                                          | Home                                       | Урсула Маєр • Номінація на премію «Сезар» за найкращу операторську роботу • Премія «Люм'єр» найкращому оператору                               |
| 2008 | 35 порцій рому                                               | 35 rhums                                   | Клер Дені |
| 2009 | Скарб                                                        |                                            | Клод Беррі |
| 2010 | Симон Вернер зник...                                         | Simon Werner a disparu…                    | Фабріс Гобер |
| 2012 | Ти шануватимеш свою матір і свою матір                       | Tu honoreras ta mère et ta mère            | Брижіт Роюан |
| 2013 | Славні ублюдки                                               | Les Salauds                                | Клер Дені |
| 2013 | Армія спасіння                                               | L'armée du salut                           | Абдалла Тая |
| 2014 | Круговерть                                                   | La Ritournelle                             | Марк Фітусі |
| 2014 | Падіння                                                      | The Falling                                | Керол Морлі |
| 2015 | Кейсі Моттет Кляйн: Народження актора                        | Kacey Mottet Klein, Naissance d'un acteur  | Урсула Маєр |
| 2017 | Нехай світить сонце                                          | Un beau soleil intérieur                   | Клер Дені |

## Визнання та нагороди
Номінантка та лауреатка багатьох національних та міжнародних премій. Спеціальна премія Caméra 300 d'or за внесок у світове кіно на Міжнародному фестивалі імені братів Манакі (Македонія, 2013).